# Balance of Power (Computerspiel)
Balance of Power ist ein Computer-Strategiespiel, das von Chris Crawford geschrieben und 1985 durch Mindscape für Macintosh-Computer veröffentlicht wurde. Das Spielgeschehen ist im Kalten Krieg angesiedelt und versucht eine fiktive Außenpolitik der Supermächte USA und UdSSR zu simulieren.

## Spielablauf
Der Spieler versucht innerhalb von acht Zügen als Staatsoberhaupt der gewählten Supermacht mehr Prestige zu erlangen als die vom Computer übernommene zweite Nation. Beide Staaten erhalten Prestige, indem jene erfolgreich Aktionen ausführen und andere Länder beeinflussen. Diese Aktionen bestehen unter anderem aus wirtschaftlichen oder militärischen Zuwendungen, dem Entsenden von Militär oder der Unterstützung eines Aufstandes.
Die beiden Seiten können spätestens am Ende eines Zuges gegen die jeweiligen Entscheidungen des Gegners protestieren. Lenkt der Gegner ein, wird die Aktion nicht ausgeführt. Im anderen Fall steigern sich die Spannungen zwischen den beiden Supermächten und der Prestigewert für diesen Eingriff wird erhöht. Durch erneutes Drohen erfolgt diese Steigerung maximal bis zum Einsetzen von DEFCON 1, wodurch das Spiel sofort beendet und als verloren gewertet wird.
Die Darstellung erfolgt auf einer vereinfachten Weltkarte mit 62 Ländern. Durch verschiedene Optionen kann beispielsweise das Einflussgebiet der Supermächte oder die Tendenz zu Aufständen hervorgehoben werden. Ferner beinhaltet das Spiel ausführliche demographische Daten zu allen enthaltenen Nationen.

## 1990 Edition
Crawford programmierte 1988 einen Nachfolger. Neben für das Jahr aktuellen Daten und achtzehn neuen Staaten, enthält das Spiel einen neuen Schwierigkeitsgrad, in dem die nichtspielbaren Länder selbstständig politische Entscheidungen treffen, wie beispielsweise Kriege zu führen.

## Sonstiges
1986 veröffentlichte Crawford das Buch Balance of Power, in dem er die komplexen Beziehungen des Spiels im Detail beschreibt.

## Kritik
Das New York Times Sunday Magazine schrieb: „… Balance of Power is about as close as one might get to the cut-and-thrust of international politics without going through confirmation by the Senate.“ (etwa: „… mit Balance of Power kommt man dem Hauen und Stechen internationaler Politik so nah wie möglich, ohne dass eine vorherige Bestätigung durch den Senat nötig ist“)

## Portierungen
- Windows (1985) – Dem Spiel lag eine Windows-Laufzeitumgebung bei, so dass es auch auf Rechnern ohne Windows-Installation benutzt werden konnte.[2]
- Apple II c/e/gs (1986)
- Amiga (1987)
- Atari ST (1987)
- MSX2 (1988)[3]